# أورلاندو توماس
أورلاندو توماس (بالإنجليزية: Orlando Thomas)‏ هو لاعب كرة قدم أمريكية أمريكي، ولد في 21 أكتوبر 1972 في كراولي في الولايات المتحدة، وتوفي بنفس المكان في 9 نوفمبر 2014 بسبب تصلب جانبي ضموري.

## وصلات خارجية
- أورلاندو توماس على موقع مرجع كرة القدم المحترفة.كوم (الإنجليزية)